# Listă de filme britanice din 1920
Aceasta este o listă de filme britanice din 1920:

## Lista
| Titlu                                 | Regizor                            | Distribuție                                  | Gen            | Note                                                         |
| ------------------------------------- | ---------------------------------- | -------------------------------------------- | -------------- | ------------------------------------------------------------ |
| Alf's Button                          | Cecil Hepworth                     | Leslie Henson, Alma Taylor                   | Aventură       |                                                              |
| All the Winners                       | Geoffrey H. Malins                 | Owen Nares, Maudie Dunham                    | Polițist       |                                                              |
| The Amateur Gentleman                 | Maurice Elvey                      | Langhorn Burton, Cecil Humphreys             | Dramatic       |                                                              |
| The Amazing Quest of Mr. Ernest Bliss | Henry Edwards                      | Henry Edwards, Chrissie White                | Comedie        |                                                              |
| Anna the Adventuress                  | Cecil Hepworth                     | Alma Taylor, Jean Cadell, James Carew        | Polițist       |                                                              |
| As God Made Her                       | Maurits Binger, B. E. Doxat-Pratt  | Mary Odette, Henry Victor                    | Romance        | Co-producție cu Olanda                                       |
| At the Villa Rose                     | Maurice Elvey                      | Manora Thew, Langhorn Burton                 | Polițist       |                                                              |
| Aunt Rachel                           | Albert Ward                        | Isobel Elsom, Haidee Wright                  | Drama          |                                                              |
| Aylwin                                | Henry Edwards                      | Henry Edwards, Chrissie White                | Drama          |                                                              |
| A Bachelor Husband                    | Kenelm Foss                        | Lyn Harding, Hayford Hobbs                   | Romantic       |                                                              |
| Beyond the Dreams of Avarice          | Thomas Bentley                     | Henry Victor, Frank Stanmore                 | Drama          |                                                              |
| The Black Sheep                       | Sidney Morgan                      | Marguerite Blanche, George Keene             | Romance        |                                                              |
| The Black Spider                      | William Humphrey                   | Mary Clare, Lydia Kyasht                     | Crime          |                                                              |
| Bleak House                           | Maurice Elvey                      | Constance Collier, Berta Gellardi            | Drama          |                                                              |
| Brenda of the Barge                   | Arthur Rooke                       | Marjorie Villis, James Knight                | Romance        |                                                              |
| Broken Bottles                        | Leslie Henson                      | Leslie Henson, Nora Howard                   | Comedy         |                                                              |
| Build Thy House                       | Fred Goodwins                      | Henry Ainley, Ann Trevor                     |                |                                                              |
| By Berwin Banks                       | Sidney Morgan                      | Langhorn Burton, Eileen Magrath              | Romance        |                                                              |
| The Case of Lady Camber               | Walter West                        | Violet Hopson, Stewart Rome                  | Mister         |                                                              |
| Castles in Spain                      | Horace Lisle Lucoque               | C. Aubrey Smith, Lilian Braithwaite          | Romance        |                                                              |
| The Channings                         | Edwin J. Collins                   | Lionelle Howard, Dick Webb                   | Crime          |                                                              |
| The Children of Gibeon                | Sidney Morgan                      | Joan Morgan, Langhorn Burton                 | Drama          |                                                              |
| Colonel Newcome                       | Fred Goodwins                      | Milton Rosmer, Joyce Carey                   | Historical     |                                                              |
| Darby and Joan                        | Percy Nash                         | Derwent Hall Caine, Ivy Close                | Drama          | Scenariu de Hall Caine                                       |
| David and Jonathan                    | Alexander Butler                   | Madge Titheradge, Geoffrey Webb              | Adventure      |                                                              |
| Desire                                | George Edwardes-Hall               | Dennis Neilson-Terry, Yvonne Arnaud          | Fantasy/horror |                                                              |
| Duke's Son                            | Franklin Dyall                     | Guy Newall, Ivy Duke                         | Drama          |                                                              |
| Ernest Maltravers                     | Jack Denton                        | Cowley Wright, Lillian Hall-Davis            | Drama          |                                                              |
| The Ever Open Door                    | Fred Goodwins                      | Hayford Hobbs, Daphne Glenne                 | Melodrama      |                                                              |
| The Face at the Window                | Wilfred Noy                        | C. Aubrey Smith, Gladys Jennings             | Crime          |                                                              |
| The Fall of a Saint                   | W. P. Kellino                      | Josephine Earle, Gerald Lawrence             | Crime          |                                                              |
| The Fordington Twins                  | W. P. Kellino                      | Dallas Anderson, Mary Brough                 | Drama          |                                                              |
| Garryowen                             | George Pearson                     | Fred Groves, Hugh E. Wright                  | Sports         |                                                              |
| General Post                          | Thomas Bentley                     | Douglas Munro, Lilian Braithwaite            | Drama          |                                                              |
| The Great Gay Road                    | Normand McDonald                   | Stewart Rome, Pauline Johnson                | Romance        |                                                              |
| Helen of Four Gates                   | Cecil Hepworth                     | Alma Taylor, James Carew                     | Drama          | Considerat film pierdut mult timp; regăsit în Canada în 2008 |
| Her Son                               | Walter West                        | Violet Hopson, Stewart Rome                  | Drama          |                                                              |
| Her Story                             | Alexander Butler                   | Madge Titheradge, Campbell Gullan            | Drama          |                                                              |
| Hobson's Choice                       | Percy Nash                         | Joe Nightingale, Joan Ritz                   | Comedy/drama   |                                                              |
| The Hour of Trial                     | A.E. Coleby                        | Cecil Humphreys, Janet Alexander, Maud Yates | Crime          |                                                              |
| The Hundredth Chance                  | Maurice Elvey                      | Dennis Neilson-Terry, Mary Glynne            | Drama          |                                                              |
| John Forrest Finds Himself            | Henry Edwards                      | Henry Edwards, Chrissie White                | Romance        |                                                              |
| Kissing Cup's Race                    | Walter West                        | Violet Hopson, Gregory Scott, Clive Brook    | Sport          |                                                              |
| Laddie                                | Bannister Merwin                   | Sydney Fairbrother, C. Jervis Walter         | Drama          |                                                              |
| Lady Audley's Secret                  | Jack Denton                        | Margaret Bannerman, Manning Haynes           | Drama          |                                                              |
| Lady Noggs: Peeress                   | Sidney Morgan                      | Joan Morgan, George Bellamy                  | Drama          |                                                              |
| Lady Tetley's Decree                  | Fred Paul                          | Marjorie Hume, Hamilton Stuart               | Drama          |                                                              |
| The Land of Mystery                   | Harold M. Shaw, Basil Thompson     | Edna Flugrath, Norman Tharp                  | Drama          |                                                              |
| Law Divine                            | H. B. Parkinson, Challis Sanderson | Eva Moore, Evelyn Bent                       | Crime          |                                                              |
| Little Dorrit                         | Sidney Morgan                      | Lady Tree, Langhorn Burton                   | Drama          |                                                              |
| London Pride                          | Harold M. Shaw                     | Edna Flugrath, Fred Groves                   | Comedy         |                                                              |
| Lorna Doone                           | Horace Lisle Lucoque               | Dennis Wyndham, Bertie Gordon                | Romance/drama  | [ 1 ]                                                        |
| Love in the Wilderness                | Alexander Butler                   | Madge Titheradge, C.M. Hallard               | Drama          |                                                              |
| The Lure of Crooning Water            | Arthur Rooke                       | Guy Newall, Ivy Duke                         | Romance        |                                                              |
| The Manchester Man                    | Bert Wynne                         | Hayford Hobbs, Aileen Bagot                  | Drama          |                                                              |
| A Man's Shadow                        | Sidney Morgan                      | Langhorn Burton, Violet Graham               | Crime          |                                                              |
| The Mirage                            | Arthur Rooke                       | Edward O'Neill, Dorothy Holmes-Gore          | Romance        |                                                              |
| Mr. Gilfil's Love Story               | A. V. Bramble                      | Robert Henderson Bland, Mary Odette          | Drama          | Bazat pe o povestire de George Eliot                         |
| Mrs. Erricker's Reputation            | Cecil Hepworth                     | Alma Taylor, Gerald Ames                     | Drama          |                                                              |
| Nance                                 | Albert Ward                        | Isobel Elsom, James Lindsay                  | Drama          |                                                              |
| The Night Riders                      | Alexander Butler                   | Maudie Dunham, Albert Ray                    | Western        |                                                              |
| Nothing Else Matters                  | George Pearson                     | Hugh E. Wright, Moyna Macgill                | Comedy         |                                                              |
| Oranges Lemons                        | Maurits Binger, B. E. Doxat-Pratt  | Reginald Barton, Constance Worth             | Drama          | Alt titlu Fate's Plaything.                                  |
| Pillars of Society                    | Rex Wilson                         | Ellen Terry, Norman McKinnel                 | Drama          |                                                              |
| The Pursuit of Pamela                 | Harold M. Shaw                     | Edna Flugrath, Douglas Munro                 | Drama          |                                                              |
| A Question of Trust                   | Maurice Elvey                      | Madge Stuart, Harvey Braban                  | Adventure      |                                                              |
| The Rank Outsider                     | Richard Garrick                    | Gwen Stratford, Cameron Stratford            | Drama          |                                                              |
| The Romance of a Movie Star           | Richard Garrick                    | Violet Hopson, Stewart Rome                  | Romance        |                                                              |
| Saved from the Sea                    | W. P. Kellino                      | Nora Swinburne, Wallace Bosco                | Crime          |                                                              |
| The Scarlet Wooing                    | Sidney Morgan                      | Eve Balfour, George Keene                    | Drama          |                                                              |
| A Son of David                        | Hay Plumb                          | Poppy Wyndham, Ronald Colman                 | Sports         |                                                              |
| The Sword of Damocles                 | George Ridgwell                    | Jose Collins, H.V. Esmond                    | Crime          | [ 2 ]                                                        |
| The Tavern Knight                     | Maurice Elvey                      | Eille Norwood, Madge Stuart                  | Historical     |                                                              |
| A Temporary Gentleman                 | Fred W. Durrant                    | Owen Nares, Madge Titheradge                 | Comedy         |                                                              |
| A Temporary Vagabond                  | Henry Edwards                      | Henry Edwards, Chrissie White                | Comedy         |                                                              |
| The Temptress                         | George Edwardes-Hall               | Yvonne Arnaud, Langhorn Burton               | Drama          |                                                              |
| Testimony                             | Guy Newall                         | Ivy Duke, David Hawthorne                    | Crime          |                                                              |
| Three Men in a Boat                   | Challis Sanderson                  | Lionelle Howard, Manning Haynes              | Comedy         |                                                              |
| The Tidal Wave                        | Sinclair Hill                      | Poppy Wyndham, Sydney Seaward                | Romance/drama  |                                                              |
| The Town of Crooked Ways              | Bert Wynne                         | Edward O'Neill, Poppy Wyndham                | Drama          |                                                              |
| Trent's Last Case                     | Richard Garrick                    | Gregory Scott, Pauline Peters, Clive Brook   | Mystery        |                                                              |
| Trousers                              | Bertram Phillips                   | Queenie Thomas, Jack Leigh                   | Drama/romance  |                                                              |
| True Tilda                            | Harold M. Shaw                     | Edna Flugrath, Teddy Gordon Craig            | Drama          |                                                              |
| The Twelve Pound Look                 | Jack Denton                        | Milton Rosmer, Jessie Winter                 | Drama          |                                                              |
| Two Little Wooden Shoes               | Sidney Morgan                      | Joan Morgan, Langhorn Burton                 | Romance        |                                                              |
| Uncle Dick's Darling                  | Fred Paul                          | George Bellamy, Athalie Davis                | Comedy         |                                                              |
| The Ugly Duckling                     | Alexander Butler                   | Albert Ray, Florence Turner                  | Comedy         |                                                              |
| Unmarried                             | Rex Wilson                         | Gerald du Maurier, Malvina Longfellow        | Drama          |                                                              |
| Unrest                                | Dallas Cairns                      | Dallas Cairns, Mary Dibley                   | Romance        |                                                              |
| Watch Your Step                       | Geoffrey H. Malins                 | Ena Beaumont, Victor Robson                  | Comedy         |                                                              |
| With All Her Heart                    | Frank Wilson                       | Milton Rosmer, Mary Odette                   | Drama          |                                                              |
| The Woman of the Iron Bracelets       | Sidney Morgan                      | Eve Balfour, George Keene                    | Crime          |                                                              |
| Won by a Head                         | Percy Nash                         | Rex Davis, Frank Tennant, Vera Cornish       | Sports drama   |                                                              |
| Wuthering Heights                     | A. V. Bramble                      | Milton Rosmer, Colette Brettel               | Romance        | Prima ecranizare a romanului lui Emily Brontë                |